# تاريخ الغرابي
كتاب عيون أخبار الأعيان ممن مضى في سالف العصور والأزمان أو تاريخ الغرابي كما اشتهر بذلك، ويعد من كتب التاريخ المهمة في القرن العاشر والحادي عشر الهجري خاصة فيما يتعلق بأخبار العراق، وهي الفترة القريبة من عصر المؤلف.
والكتاب مختصر -كما ذكر المؤلف- في التاريخ العام، ورتبه على السنين، وقد قام بتحقيقه والتعليق عليه الدكتورة/ رابعة العبيدي، عمر السامرائي.
بداية الكتاب: بعد البسملة(سبحان من تفرد بالبقاء والقِدم وتنزه عن سِمات الحدوث والعَدم والصلاة والسلام على من خلق الكائنات لبروزه إلى الوجود، وعلى آله وأصحابه ذوي التُّقى والفضل والجود، وبعد؛ فيقول الفقير إلى الله الهادي؛ أحمد بن عبد الله البغدادي، عامله الله بلطفه الخفي وكرمه الجليّ؛ هذه نبذة انتخبتها من تواريخ العرب والترك والفرس، ليتخذها الناظر عبرة في مجالس الأنس، وسمّيتها: عيون أخبار الأعيان ممن مضى في سالف العصور والأزمان، وبالله المستعان وعليه التكلان).
نهاية الكتاب: (وفي سنة اثنين ومئة وألف: ورد الخبر إلى بغداد في شهر محرم من هذه السنة؛ فتح الوزير الأعظم بلدة بلغراد، فازداد سرور الناس وحمدوا الله على هذا الفتح العظيم، وفيها رخصت الاسعار في بلدة بغداد والموصل وشهرزو) وبعدها ذكر تلميذه فتح الله ابن لقمان: (إلى هنا وقع تاريخه وأتاه الطاعون الثاني الذي أهلك الحرث والنسل...ثم طعن ومات يوم الأحد أول يوم في شعبان..).

## ترتيب الكتاب
رتب المؤلف أحمد الغرابي كتابه على مقدمة ومقالتين:
- المقدمة : في بيان معنى التاريخ وسبب وضعه في عهد الإسلام.
- المقالة الأولى : في أنباء من كان قبل مبعث سيد العرب والعجم محمد المصطفى صلى الله عليه وسلم.

وتنقسم إلى أربعة فصول:
1- في بيان أحوال الرسل عليهم السلام.
2- في ذكر ملوك الفرس (وهم أربع طبقات).
3- في ذكر ملوك مصر واليونان والروم والعرب.
4- في ذكر دول الإسلام على سبيل الإجمال (إلا بعض الدول لم نذكر أحوالها في مختصرنا).
- المقالة الثانية وفيها فصلان:

1- في أحوال نبينا محمد المصطفى صلى الله عليه وسلم.
2- في بيان ما كان بعد الهجرة.

## أهمية الكتاب
تكمن أهمية كتاب تاريخ الغرابي في الفصل الأخير منه، وخاصة تلك الفترة التي كان قريباً منها أو شاهدها وعايش أحداثها، كالتي حصلت في بغداد ونواحيها في القرن العاشر والحادي عشر من فتن واضطرابات، وقد ترجم فيع لعلماء وشعراء أهل العراق ورتب حوادثه على السنين، واعتمد في كتابه على كتب التواريخ والأدب وصرح بجملة منها، ومات المؤلف قبل تببيضه فأوصى تلميذه فتح الله عبد القادر بن لقمان، فأتمه وفرغ منه سنة 1104هـ/1692م.

## نسخ الكتاب
توجد عدة نسخ للكتاب، أهمها نسخة المكتبة البريطانية والتي هي نسخة تلميذ المؤلف، وقد اعتمد عليها محقق الكتاب (رابعة العبيدي، عمر السامرائي) في تحقيقهما للكتاب وهي أقدم نسخه له، وعدد أوراقها 273 ورقة، تحت الرقم: 23309.

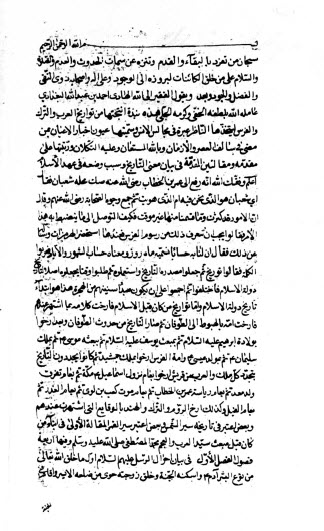
الورقة الأولى من المخطوط

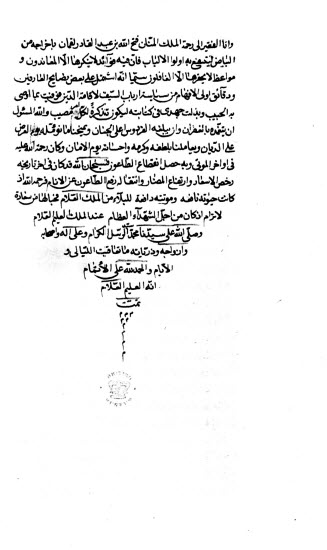
الورقة الأخيرة من المخطوط

ومن النسخ المعتمدة في التحقيق نسخة المكتبة الوطنية بباريس، وعدد أوراقها 217 ورقة، تحت الرقم: 6677.
وجرى المفاضلة والمقارنة بين هاتين النسختين في تحقيق الكتاب.
ومن النسخ: نسخة المكتبة البريطانية، أوراقها 393 ورقة، برقم: 23310.
ونسخة المركز الوطني للمخطوطات ببغداد، أوراقها 311، برقم: 9311.
ونسخة مكتبة الأسد بدمشق: أوراقها 239 ورقة، برقم 58732.
وغيرها من النسخ الخطية.

## المصدر
-التاريخ والمؤرخون العراقيون في العهد العثماني، عماد عبد السلام رؤوف، ص133-134.
-عثمانلي مؤلفلري، محمد طاهر بروسه لي (1/239).